# Franciszek Szeptycki
Franciszek Szeptycki herbu własnego – stolnik lwowski w latach 1765-1775, podczaszy lwowski w latach 1743-1766, sędzia kapturowy ziemi lwowskiej w 1764 roku.